# Abdoulaye Diagne-Faye
Abdoulaye Diagne-Faye (Dakar, 26 febbraio 1978) è un ex calciatore senegalese, di ruolo difensore.

## Carriera

### Club

#### Gli inizi e l'arrivo in Francia
Cresciuto nell'ASEC Ndiambour, Diagne-Faye vince successivamente due campionati senegalesi consecutivi con lo Jeanne d'Arc, prima di trasferirsi nel luglio 2002 in Europa, al club francese del Lens, insieme al connazionale Bouba Diop. Il 3 agosto 2002 debutta con la maglia dei sangue-oro nel pareggio per 1-1 in casa del Bastia, venendo espulso nei minuti finali. Il 18 settembre successivo ha modo di esordire anche in Champions League contro il Milan futuro campione d'Europa (sconfitta per 1-2). Gioca altre tre partite nel girone G contro Deportivo, Bayern Monaco e ancora i rossoneri ma il Lens non si qualifica alla seconda fase. Dopo un'altra annata da comprimario, nel 2004-2005 passa una stagione in prestito all'Istres.

#### Bolton
Il 29 luglio 2005 viene prestato al club di Premier del Bolton, con cui esordisce contro il Newcastle (vittoria per 2-0), offrendo un'ottima prestazione in marcatura su Alan Shearer. Inizialmente preso come sostituto dell'infortunato Radhi Jaïdi, Faye si ritaglia un posto da titolare nella formazione di Sam Allardyce. Il 3 dicembre segna il suo primo gol in Inghilterra nella vittoria casalinga per 2-0 contro l'Arsenal.
Nella stagione 2006-2007 il senegalese, dopo le partenze di Jaïdi e Bruno N'Gotty, opera principalmente come difensore centrale, formando una robusta coppia nel reparto arretrato con l'ivoriano Abdoulaye Méïté. Dopo aver lottato a lungo nella prima parte di stagione per un posto in Champions, il Bolton cala di rendimento nel girone di ritorno, ottenendo comunque un settimo posto e la qualificazione alla Coppa UEFA.

#### Newcastle Utd
Il 15 agosto 2007 viene acquistato dal Newcastle per 2 milioni di sterline, sottoscrivendo un triennale e ritrovando Allardyce come allenatore. Il 17 settembre debutta con le Magpies nel match perso 0-1 in casa del Derby County. Il 24 febbraio 2008 marca la sua unica rete in maglia bianco-nera, ovvero il gol della bandiera nella sconfitta per 1-5 a St James' Park contro il Manchester United.

#### Stoke City
Il 15 agosto 2008 si aggrega al neopromosso Stoke City, con cui fa il suo esordio la settimana dopo nella vittoria casalinga per 3-2 contro l'Aston Villa. Il 6 dicembre segna il gol del 2-2 contro il Newcastle, sua ex squadra. Nel suo primo anno a Stoke disputa un'ottima stagione, tanto da essere nominato miglior calciatore dell'anno dai tifosi e dagli stessi giocatori.
Per la stagione 2009-2010 diventa capitano del club ma va incontro a diversi infortuni. Ad ogni modo, nel 2010-2011 il manager Tony Pulis nomina capitano dei Potters l'astro nascente Ryan Shawcross, anche se a fine campionato l'allenatore avrà parole d'elogio nei confronti di Faye, a fine contratto e in procinto di lasciare il club.

#### West Ham
Nel giugno 2011 si trasferisce al West Ham, appena retrocesso in Championship, dove viene allenato per la terza volta da Sam Allardyce. A fine campionato è determinante nella pronta risalita del club londinese in Premier League.

#### Hull City
Il 20 luglio 2012 rimane in cadetteria, firmando un contratto annuale con l'Hull City. Ottenuta una nuova promozione nel massimo campionato inglese, il 16 maggio 2013 sottoscrive per un altro anno con le Tigers. Nel 2013-14, ad ogni modo, Faye non riesce a trovare spazio, collezionando solo tre gettoni in Premier. Al contrario, in FA Cup gioca con più continuità ed è protagonista della cavalcata dell'Hull City fino alla sua prima e storica finale, dove perde tuttavia ai supplementari contro l'Arsenal.

#### Sabah
Nel dicembre 2014 passa al Sabah, squadra della prima divisione malese. Nel gennaio 2016, dopo essere rimasto svincolato per sei mesi, si ritira dal calcio giocato.

### Nazionale
Il 12 ottobre 2002 esordisce con la selezione senegalese nell'amichevole pareggiata 2-2 contro la Nigeria. Convocato per la Coppa d'Africa 2004, Il 26 marzo 2005 marca la sua prima rete in nazionale nella vittoria per 6-1 contro la Liberia, match valido per le qualificazioni al Mondiale 2006. Prende poi parte alle Coppe d'Africa 2006 e 2008; in quest'ultima competizione, il 27 gennaio 2008, segna l'unico gol del Senegal nella sconfitta per 1-3 contro l'Angola. Rimane nel giro della nazionale dei Leoni della Teranga fino al 2010.

## Palmarès

### Club

#### Competizioni nazionali
- Campionato senegalese: 2

Jeanne d'Arc: 2001, 2002
- Senegal Assemblée Nationale Cup: 1

Jeanne d'Arc: 2001